# Починки (Гусь-Хрустальный район)
Починки — деревня в Гусь-Хрустальном районе Владимирской области России, входит в состав муниципального образования «Посёлок Золотково».

## География
Деревня расположена в 16 км на северо-запад от центра поселения посёлка Золотково и в 21 км на восток от Гусь-Хрустального.

## История
В XIX и первой четверти XX века деревня входила в состав Давыдовской волости Меленковского уезда, с 1926 года — в составе Гусевского уезда. В 1859 году в деревне числилось 15 дворов, в 1905 году — 27 дворов, в 1926 году — 48 дворов.
С 1929 года деревня являлась центром Починского сельсовета Гусь-Хрустального района, с 1940 года — в составе Лесниковского сельсовета, с 2005 года деревня в составе муниципального образования «Посёлок Золотково». 

## Население
| 1859 | 1905 | 1926 | 2002 | 2010 | 2021 |
| ---- | ---- | ---- | ---- | ---- | ---- |
| 127  | ↗173 | ↗215 | ↘12  | ↗13  | ↗20  |